# Comuna Popivka, Lîpoveț
Popivka (în ucraineană Попівка) este o comună în raionul Lîpoveț, regiunea Vinnița, Ucraina, formată din satele Popivka (reședința) și Verneanka.

## Demografie
Componența lingvistică a satului Popivka
     Ucraineană (97,68%)
     Rusă (1,96%)
     Alte limbi (0,36%)
Conform recensământului din 2001, majoritatea populației satului Popivka era vorbitoare de ucraineană (97,68%), existând în minoritate și vorbitori de rusă (1,96%).